# Thomas Dewar Weldon
Thomas Dewar Weldon (n. 5 decembrie 1896, Londra – d. 13 mai 1958, Oxford), cunoscut ca Harry, a fost un filosof englez.
1. 1 2  Thomas Dewar Weldon, SNAC, accesat în 9 octombrie 2017
2. 1 2  Thomas Dewar Weldon, Autoritatea BnF
3. ↑  IdRef, accesat în 6 mai 2020